# 高山国哲
高山 国哲（たかやま くにあき、1984年8月28日 - ）は、日本の元ラグビー選手。2016年立命館大学のBKコーチを務めていた。

## プロフィール
- 大阪府出身。
- ポジションはセンター(CTB)。
- 身長 176cm、体重 88kg
- ニックネームはクニ[1]。
- U23日本代表に選ばれたことがある[2]。
- 関東代表に選ばれたことがある[3]。

## 来歴
2003年、啓光学園高校卒業後、関東学院大学に入る。なお啓光学園高校時代、高校日本代表に選ばれたことがある。
2007年、関東学院大学卒業後、東芝ブレイブルーパスに加入。同年12月2日に行われたジャパンラグビートップリーグ第5節の九州電力キューデンヴォルテクス戦に途中出場で公式戦初出場を果たす。
2014年、宗像サニックスブルースに加入。
2015年、現役を引退した。